# Natação no Campeonato Mundial de Esportes Aquáticos de 2015 - 1500 m livre masculino
A prova dos 1500 metros livre masculino da natação no Campeonato Mundial de Esportes Aquáticos de 2015 ocorreu entre os dias 8 de agosto e 9 de agosto em Cazã na Rússia.

## Recordes
Antes desta competição, os recordes mundiais e do campeonato nesta prova eram os seguintes:
| Tipo                  | Atleta   | Tempo    | Local   | Data                |
| --------------------- | -------- | -------- | ------- | ------------------- |
|                       | Sun Yang | 14:31.02 | Londres | 4 de agosto de 2012 |
| Recorde do campeonato | Sun Yang | 14:34.14 | Xangai  | 31 de julho de 2011 |

## Medalhistas
| Ouro                       | Prata               | Bronze              |
| Gregorio Paltrinieri (ITA) | Connor Jaeger (USA) | Ryan Cochrane (CAN) |

## Resultados

### Eliminatórias
Esses foram os resultados das eliminatórias.
| Pos. | Bateria | Raia | Nadador              | Nacionalidade        | Tempo    | Notas            |
| ---- | ------- | ---- | -------------------- | -------------------- | -------- | ---------------- |
| 1    | 5       | 4    | Gregorio Paltrinieri | Itália               | 14:51.04 | Q                |
| 2    | 5       | 3    | Connor Jaeger        | Estados Unidos       | 14:53.34 | Q                |
| 3    | 5       | 5    | Sun Yang             | China                | 14:55.11 | Q                |
| 4    | 5       | 6    | Stephen Milne        | Reino Unido          | 14:55.17 | Q                |
| 5    | 5       | 0    | Akram Ahmed          | Egito                | 14:55.42 | Q,               |
| 6    | 4       | 3    | Ryan Cochrane        | Canadá               | 14:55.96 | Q                |
| 7    | 4       | 6    | Michael McBroom      | Estados Unidos       | 14:57.07 | Q                |
| 8    | 4       | 2    | Mykhailo Romanchuk   | Ucrânia              | 14:57.82 | Q,               |
| 9    | 4       | 5    | Pál Joensen          | Ilhas Feroé          | 14:58.52 |                  |
| 10   | 5       | 7    | Damien Joly          | França               | 14:58.79 |                  |
| 11   | 4       | 4    | Mack Horton          | Austrália            | 15:00.51 |                  |
| 12   | 4       | 9    | Henrik Christiansen  | Noruega              | 15:02.37 | Recorde nacional |
| 13   | 4       | 0    | Richard Nagy         | Eslováquia           | 15:04.03 | Recorde nacional |
| 14   | 4       | 8    | Ruwen Straub         | Alemanha             | 15:04.80 |                  |
| 15   | 3       | 6    | Maarten Brzoskowski  | Países Baixos        | 15:10.91 |                  |
| 16   | 3       | 5    | Mark Sánchez         | Espanha              | 15:12.79 |                  |
| 17   | 4       | 1    | Wojciech Wojdak      | Polónia              | 15:14.28 |                  |
| 18   | 2       | 2    | Martín Naidich       | Argentina            | 15:14.38 |                  |
| 19   | 3       | 2    | Wang Kecheng         | China                | 15:16.69 |                  |
| 20   | 5       | 2    | Gergely Gyurta       | Hungria              | 15:16.84 |                  |
| 21   | 3       | 7    | Nathan Capp          | Nova Zelândia        | 15:17.77 | Recorde nacional |
| 22   | 3       | 8    | Esteban Enderica     | Equador              | 15:20.58 | Recorde nacional |
| 23   | 4       | 7    | Jan Micka            | Chéquia              | 15:22.16 |                  |
| 24   | 2       | 7    | Martin Bau           | Eslovênia            | 15:22.80 |                  |
| 25   | 3       | 1    | Marcelo Acosta       | El Salvador          | 15:25.14 |                  |
| 26   | 1       | 7    | Mihajlo Ceprkalo     | Bósnia e Herzegovina | 15:26.22 |                  |
| 27   | 2       | 4    | Ernest Maksumov      | Rússia               | 15:26.64 |                  |
| 28   | 5       | 9    | Serhiy Frolov        | Ucrânia              | 15:29.52 |                  |
| 29   | 5       | 1    | Sören Meißner        | Alemanha             | 15:30.02 |                  |
| 30   | 3       | 4    | Ferry Weertman       | Países Baixos        | 15:32.01 |                  |

| Ver o restante da classificação | Ver o restante da classificação | Ver o restante da classificação | Ver o restante da classificação | Ver o restante da classificação | Ver o restante da classificação | Ver o restante da classificação |
| Pos.                            | Bateria                         | Raia                            | Nadador                         | Nacionalidade                   | Tempo                           | Notas                           |
| ------------------------------- | ------------------------------- | ------------------------------- | ------------------------------- | ------------------------------- | ------------------------------- | ------------------------------- |
| 31                              | 3                               | 9                               | Nezir Karap                     | Turquia                         | 15:32.60                        |                                 |
| 32                              | 2                               | 3                               | Alejandro Gómez                 | Venezuela                       | 15:32.75                        |                                 |
| 33                              | 3                               | 0                               | Vuk Čelić                       | Sérvia                          | 15:33.71                        |                                 |
| 34                              | 2                               | 9                               | Cho Cheng-chi                   | Taipé Chinesa                   | 15:37.25                        |                                 |
| 35                              | 1                               | 3                               | Sajan Prakash                   | Índia                           | 15:45.29                        |                                 |
| 36                              | 1                               | 2                               | Felipe Tapia                    | Chile                           | 15:45.63                        |                                 |
| 37                              | 5                               | 8                               | Felix Auböck                    | Áustria                         | 15:45.69                        |                                 |
| 38                              | 2                               | 1                               | Christian Punter                | Porto Rico                      | 15:46.19                        |                                 |
| 39                              | 2                               | 0                               | Sven Arnar Saemundsson          | Croácia                         | 15:53.43                        |                                 |
| 40                              | 2                               | 8                               | Alexei Sancov                   | Moldávia                        | 15:53.85                        |                                 |
| 41                              | 2                               | 6                               | Lâm Quang Nhật                  | Vietname                        | 15:54.56                        |                                 |
| 42                              | 1                               | 6                               | Luis Ventura                    | México                          | 15:55.92                        |                                 |
| 43                              | 1                               | 4                               | Sim Wee Sheng Welson Sim        | Malásia                         | 16:09.72                        |                                 |
| 44                              | 1                               | 8                               | Geoffrey Buttler                | Ilhas Caimã                     | 16:21.18                        |                                 |
| 45                              | 1                               | 1                               | Pol Arias                       | Andorra                         | 16:26.35                        |                                 |
| 46 !                            | 1                               | 5                               | Matias Koski                    | Finlândia                       | 99:99.99 !                      | DNS                             |
| 46 !                            | 2                               | 5                               | Mateo de Angulo                 | Colômbia                        | 99:99.99 !                      | DNS                             |
| 46 !                            | 3                               | 3                               | Péter Bernek                    | Hungria                         |                                 | DNS                             |

### Final
Esse foi o resultado da final.
| Pos.              | Raia | Nadador              | Nacionalidade  | Tempo      | Notas            |
| ----------------- | ---- | -------------------- | -------------- | ---------- | ---------------- |
| Medalha de ouro   | 4    | Gregorio Paltrinieri | Itália         | 14:39.67   | Recorde europeu  |
| Medalha de prata  | 5    | Connor Jaeger        | Estados Unidos | 14:41.20   | Recorde nacional |
| Medalha de bronze | 7    | Ryan Cochrane        | Canadá         | 14:51.08   |                  |
| 4                 | 2    | Ahmed Akram          | Egito          | 14:53.66   | Recorde nacional |
| 5                 | 6    | Stephen Milne        | Reino Unido    | 14:58.62   |                  |
| 6                 | 1    | Michael McBroom      | Estados Unidos | 15:06.81   |                  |
| 7                 | 8    | Mykhailo Romanchuk   | Ucrânia        | 15:09.77   |                  |
| 8                 | 3    | Sun Yang             | China          | 99:99.99 ! | DNS              |

Legenda
| Recorde mundial       | Recorde mundial (World record)               |                       | Recorde africano                      | Recorde africano (African) |                                           | Q | Classificado por posição (Qualified) |
| Recorde do campeonato | Recorde do campeonato (Championship record)  | Recorde da América    | Recorde da América (Americas)         | q                          | Classificado por melhor tempo (Qualified) |   |                                      |
| Melhor marca do ano   | Melhor marca do ano (World leading)          | Recorde asiático      | Recorde asiático (Asian)              | DNS                        | Não largou (Did not start)                |   |                                      |
| Recorde nacional      | Recorde nacional (National record)           | Recorde europeu       | Recorde europeu (European)            | DNF                        | Não terminou (Did not finish)             |   |                                      |
| Recorde pessoal       | Recorde pessoal do atleta (Personal best)    | Recorde da Oceania    | Recorde da Oceania (Oceania)          | DSQ / DQ                   | Desclassificado (Disqualified)            |   |                                      |
| Recorde da temporada  | Recorde da temporada do atleta (Season best) | Recorde sul-americano | Recorde sul-americano (South America) | NM                         | Sem marca (No mark)                       |   |                                      |